# SO-01G
ドコモ スマートフォン Xperia Z3 SO-01G（ドコモ スマートフォン エクスペリア ゼットスリー エスオーゼロイチジー）は、ソニーモバイルコミュニケーションズによって開発された、NTTドコモの第3.9世代移動通信システム（Xi）と第3世代移動通信システム（FOMA）のデュアルモード端末である。ドコモ スマートフォン（第2期）のひとつ。

## 概要
Xperia Z2(SO-03F)の後継機種で、NTTドコモ向けのSony Xperia Z シリーズでは4代目となる。Xperia Z・Xperia Z1・Xperia Z2のデザインを継承し、画面サイズはZ2同様の5.2インチを採用。カメラに関してはZ2同等の「Exmor RS for mobile」（2070万画素）だが、新たにISO感度12800の高感度撮影に対応したほか、35mm銀塩カメラ換算の画角が27mm相当から25mm相当になり、より広角となった。
同社が発売するウォークマンシリーズの流れを汲み、他社製品と比較してオーディオ機能が充実している事が特徴で、Z2同様デジタルノイズキャンセリングヘッドホンとUSBデジタル出力でのハイレゾ音源(最大192kHz/24bit)再生に対応している。また、本機種からは新たに単体でのハイレゾ音源(最大96kHz/24bit)再生対応を付加し、圧縮音源の高音質化技術である「DSEE HX」を搭載している。連続音楽再生時間は約130時間。BluetoothはaptXコーデックをサポートしており、高音質なワイヤレス音声再生が可能。なお、可逆圧縮音声フォーマットとしてFLAC、Apple Losslessには対応しているが、WMA losslessは非対応。他に、日本独自機能としてはワンセグ・フルセグ・NOTTV・おサイフケータイに対応している。
CPUはZ2と同じくQualcomm Snapdragon 801だが、最高クロック周波数が2.3GHzから2.5GHzに上がった。OSは初期状態でAndroid 4.4が搭載され、2015年7月28日からはグローバルモデルに続いてAndroid 5.0へのアップデートが可能となったが、テレビの不具合が見つかったために一時中断し、9月15日に再開されている。2016年8月9日にAndroid 6.0へのアップデートが開始された。
ちなみに、SO-02Gと同様に本機種よりNTTドコモ向けのXperiaシリーズのキャリアロゴ（NTT docomo Xi）の位置が、（ソニーエリクソン時代を含むと非Xi端末のSO-02D、SO-03D以来）従来の前面から裏面に、ドコモUIMカードのサイズが従来の「ドコモminiUIMカード」から「ドコモnanoUIMカード」へ変更されている。
キャッチコピーは「あらゆる瞬間を、美しく。」。

## 搭載アプリ
PC連携アプリケーション
- PC Companion（現在は非サポート。 今後はXperia Companionが推奨される）[8]
- Sony Bridge for Mac（現在は非サポート。 今後はXperia Companionが推奨される）[9]
- Xperia Companion

プリインストールアプリケーション
- Video Unlimited
- 電子書籍Reader by Sony
- PlayStation Mobile
- PlayStation
- What's New
- ニュース from Socialife
- FMラジオ
- OfficeSuite
- Sony Select
- Facebook
- WALKMAN
- 連絡先
- ダイヤル
- ムービー
- TrackID
- TrackID TV
- Xperia Lounge Japan
- TV SideView
- Evernote
- ファイルコマンダー
- アルバム
- ミュージック
- テレビ
- 取扱説明書
- おサイフケータイ
- カメラ
- Gmail
- Eメール
- マップ
- ハングアウト
- Playストア
- YouTube
- Google
- ブラウザ
- スケッチ
- カレンダー
- アラームと時計
- 電卓
- 設定
- Google+
- 写真
- Google設定
- Playムービー&TV
- メッセージ
- Chrome
- Playブックス
- Playゲーム
- ドライブ
- 音声検索
- Lifelog
- Movie Creater

## 主な機能
| 主な対応サービス                                | 主な対応サービス                                      | 主な対応サービス                     | 主な対応サービス                                                  |
| ----------------------------------------------- | ----------------------------------------------------- | ------------------------------------ | ----------------------------------------------------------------- |
| タッチパネル/加速度センサー                     | Xi/FOMAハイスピード/VoLTE                             | Bluetooth                            | DCMX/おサイフケータイ/NFC/かざしてリンク/赤外線/トルカ            |
| ワンセグ/フルセグ/モバキャス                    | メロディコール                                        | テザリング                           | WiFi IEEE802.11a/b/g/n/ac                                         |
| GPS                                             | ドコモメール/電話帳バックアップ                       | デコメール/デコメ絵文字/デコメアニメ | iチャネル                                                         |
| エリアメール/ソフトウェアーアップデート自動更新 | デジタルオーディオプレーヤー(WMA・MP3他)/ハイレゾ音源 | GSM/3Gローミング(WORLD WING)         | フルブラウザ/Flash Player                                         |
| Google Play/dメニュー/dマーケット               | Gmail/Google Talk/YouTube/Picasa                      | バーコードリーダ/名刺リーダ          | ドコモ地図ナビ/ドコモ ドライブネット/Google Maps/ストリートビュー |

## 歴史
- 2014年9月3日（現地時間） - ドイツ・ベルリンの家電展示会「IFA 2014」にてソニー及びソニーモバイルコミュニケーションズよりグローバルモデル発表。この時点で日本国内での販売も予告されていた[12]。
- 2014年9月30日 - NTTドコモより発表・事前予約開始。
- 2014年10月23日 - 発売開始[13]、当日にアップデート開始。
- 2015年7月28日 - Android 5.0.2にアップデート。
- 2016年7月12日 - 内蔵電池の寿命を長く維持するために、充電量を調節する機能を追加。
- 2016年8月9日 - Android 6.0.1にアップデート。本機種と、SO-02Gにおいて、PC Companionや後継のXperia Companion等の、PCを用いたOSのアップグレードが不可能となる。[14]
- 2019年5月31日 - 修理受け付け終了。

## アップデート・不具合など
2014年10月23日のアップデート
- 音声着信中にXiエリアからFOMAエリアに移動すると切断される場合がある不具合を修正する。
- ビルド番号が23.0.B.0.384から23.0.B.1.1になる。

2014年11月27日のアップデート
- 通話中、相手の声に雑音が混入する場合がある不具合を修正する。
- ビルド番号が23.0.B.0.384、23.0.B.1.1から23.0.B.1.13になる。

2015年2月5日のアップデート
- VoLTE発信時においてまれに呼び出し音が正常に聞こえない場合がある。

2015年5月14日のアップデート
- 使用状況によって、電池の減りが早くなる場合がある。

2015年7月28日のアップデート
- Android 5.0にアップデート
- 特定のサイトを閲覧中に「バック」キーをタップするとエラー画面が表示される場合がある。
- ビルド番号：23.1.B.1.160

2015年9月15日のアップデート
- 2015年7月28日のアップデートにより、一部地域にてテレビの視聴ができない場合がある。
- ビルド番号：23.1.B.1.197

2016年7月12日のアップデート
- 内蔵電池の寿命を長く維持するため、充電量を調節する機能を追加。
- ビルド番号：23.1.B.1.317

2016年8月9日のアップデート
- Android 6.0.1にアップデート
- NOTTVアプリを削除。ならびにFMラジオアプリにてワイドFM受信に対応。
- ブラウザアプリの履歴が正常に表示されない場合がある。
- ノイズキャンセリングヘッドホン MDR-NW750N/MDR-NC750に対応
- ビルド番号：23.5.B.0.303